# Мальтійці
Мальтійці — етнічне населення Мальти. Загальна чисельність населення — 740 тис. осіб, з яких на Мальті мешкає 400 тис., в Австралії — 92,322 , у Великій Британії — 30,178 , в США — 35,103 , в Канаді — 37,120.
Мова — мальтійська, аравійської мовної групи семітської сім'ї афразійської мовної макросім'ї. Близька до арабської мови, але відчула сильний вплив італійської та інших європейських мов.

## Походження та історія
- Мальтійці, ймовірно, нащадки фінікійців, які колонізували Мальту в давнину. Потім, протягом століть, вони потрапляли під владу карфагенян, римлян, візантійців (395–870 рр.), арабів (870–1201 рр.), норманів (з 1201 р. приєднана до Сицилії). У пізніший час Мальтою володів Орден іоанітів, або Мальтійський орден (з 1530 р.), у 1800 р. — колонізовані Великою Британією.
- У 1964 р. Мальта отримала самоврядування в рамках Співдружності націй,
- в 1974 р. проголошена республікою.

## Господарство та культура
Мальтійці зайняті городництвом, скотарством, рибальством, мореплавством. З ремесел найпоширеніші філігранні роботи, плетіння з соломи, мережива. У сільському господарстві важливу роль відіграють виноградарство і садівництво. Вирощена картопля йде на експорт.
Характерний тип споруд — будинки з галереєю перед фасадом. Планування міст і населених пунктів — типові для південної Європи. Столиця Валлетта багата архітектурними пам'ятниками, головним чином забудові сприяв Мальтійський орден.
Одяг близький європейському вбранню. Традиційна деталь жіночого одягу — чорна накидка поверх жорсткого каркаса «фальдетта».
Сильні патріархальні традиції, самітництво жінок.